# Fachwerkkirche (Eichede)

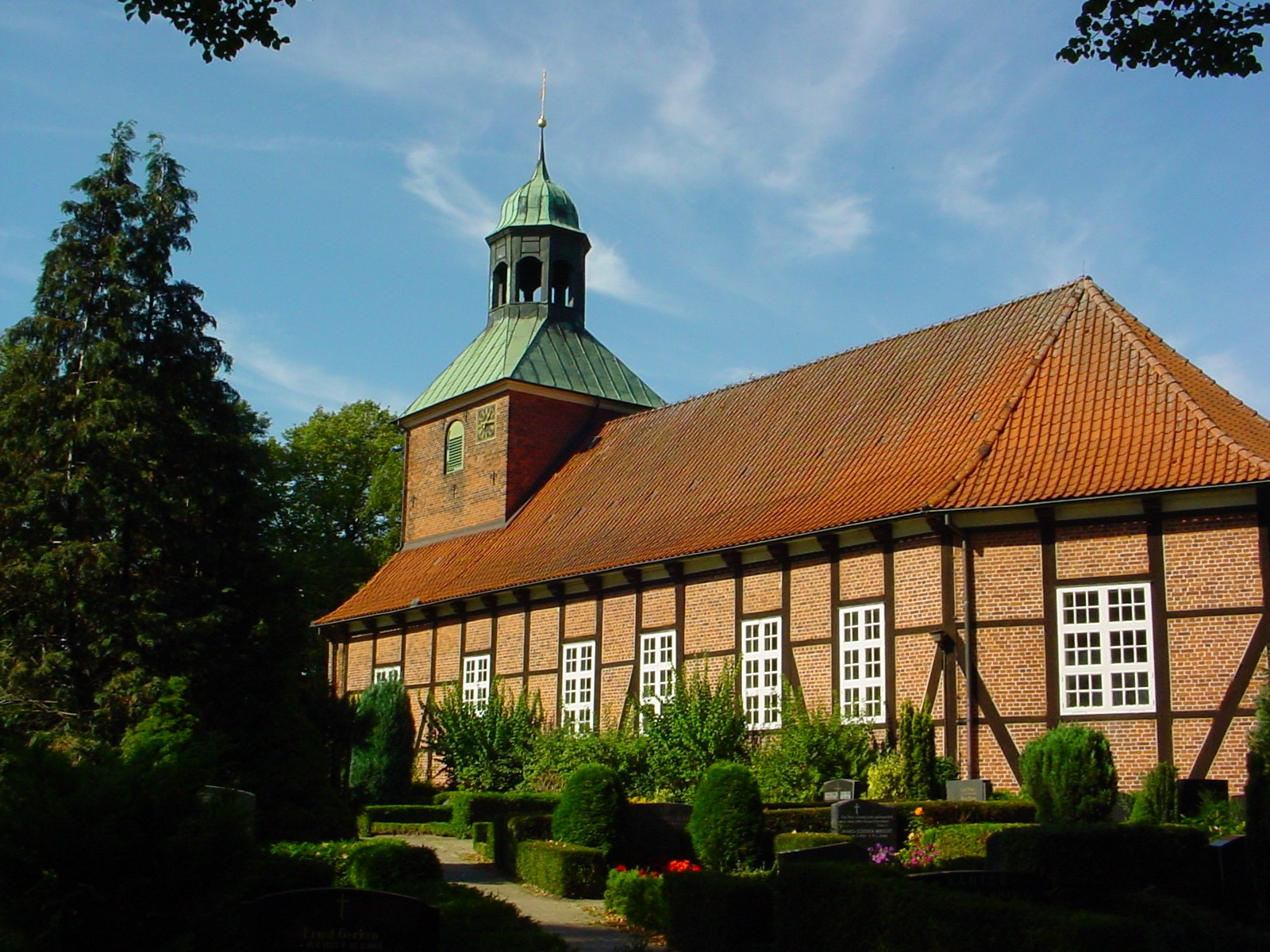
Fachwerkkirche in Eichede

Die Fachwerkkirche Eichede ist ein geschütztes Kulturdenkmal mit der Objekt-ID 2405 im Denkmalschutzgesetz in Eichede, einem Ortsteil der Gemeinde Steinburg im Kreis Stormarn in Schleswig-Holstein. Die Kirchengemeinde gehört zum Kirchenkreis Hamburg-Ost der Evangelisch-Lutherischen Kirche in Norddeutschland.

## Beschreibung
Die Saalkirche wurde 1757/58 anstelle des baufälligen Vorgängerbaus errichtet. Die Fachwerkkirche besteht aus einem Langhaus und einem dreiseitig geschlossenen Chor im Osten und einem Westbau aus Backsteinen, in dessen Mitte sich ein quadratischer Kirchturm erhebt, in dessen Glockenstuhl zwei Kirchenglocken hängen, und der mit einem Pyramidendach bedeckt ist, das von einer offenen Laterne bekrönt wird, die mit einer Glockenhaube bedeckt ist.
Die Orgel auf der Empore wurde von Emanuel Kemper gebaut.